# Johannes Gerhardus van Spengler
Jonkheer Johannes Gerhardus van Spengler, heer van Engbergen (gedoopt: Zaltbommel, 21 april 1748 – Voorst, 18 augustus 1829) was onder meer generaal-majoor in dienst van Zijne Majesteit de Koning der Nederlanden. Hij werd verheven in de Nederlandse adelstand bij Koninklijk Besluit nr. 66 van 20 februari 1816.
Hij was zoon van Johan Carel Spengler en Susanna Wilhelmina Alberta de Vulder. Hij trouwde tweemaal en had uit beide huwelijken twaalf kinderen. Zijn zoon Johannes Theodorus van Spengler was Minister van Oorlog en Minister van Marine.
In 1786 werd hij kapitein bij het Staatse leger en woonde te Hattem in het Huis Waburg (of Waade), dat was het gelegen aan de Waa of Wade. In 1786 werd hij van daaruit als gijzelaar naar Hattem gevoerd, toen zijn vader, de generaal-majoor Johan Carel Spengler, met Staatstroepen tegen de Patriotten onder Daendels in Hattem oprukte. In 1804 kocht hij het buiten Engbergen te Gendringen en woonde daar tot zijn dood.